# Swiss Open 1959
Die Swiss Open 1959 im Badminton fanden vom 13. bis zum 15. März 1959 in Zürich statt. Es war die fünfte Austragung der internationalen Titelkämpfe im Badminton in der Schweiz. Vorjahressieger Günter Ropertz unterlag im Finale des Herreneinzels gegen Bengt Albertsen in drei Sätzen.

## Finalresultate
| Disziplin    | Sieger                           | Finalist                    | Ergebnis          |
| ------------ | -------------------------------- | --------------------------- | ----------------- |
| Herreneinzel | Bengt Albertsen                  | Günter Ropertz              | 15–12, 15–9       |
| Dameneinzel  | Pratuang Pattabongse             | Pamela Wheating             | 11–0, 11–2        |
| Herrendoppel | Bengt Albertsen Arne Rasmussen   | Ruud de Wit Pim Seth Paul   | 15–9, 15–8        |
| Damendoppel  | nicht ausgetragen                | nicht ausgetragen           | nicht ausgetragen |
| Mixed        | Arne Rasmussen Hannelore Schmidt | Jean Mermod Pamela Wheating | 15–13, 15–4       |